# 波爾扎

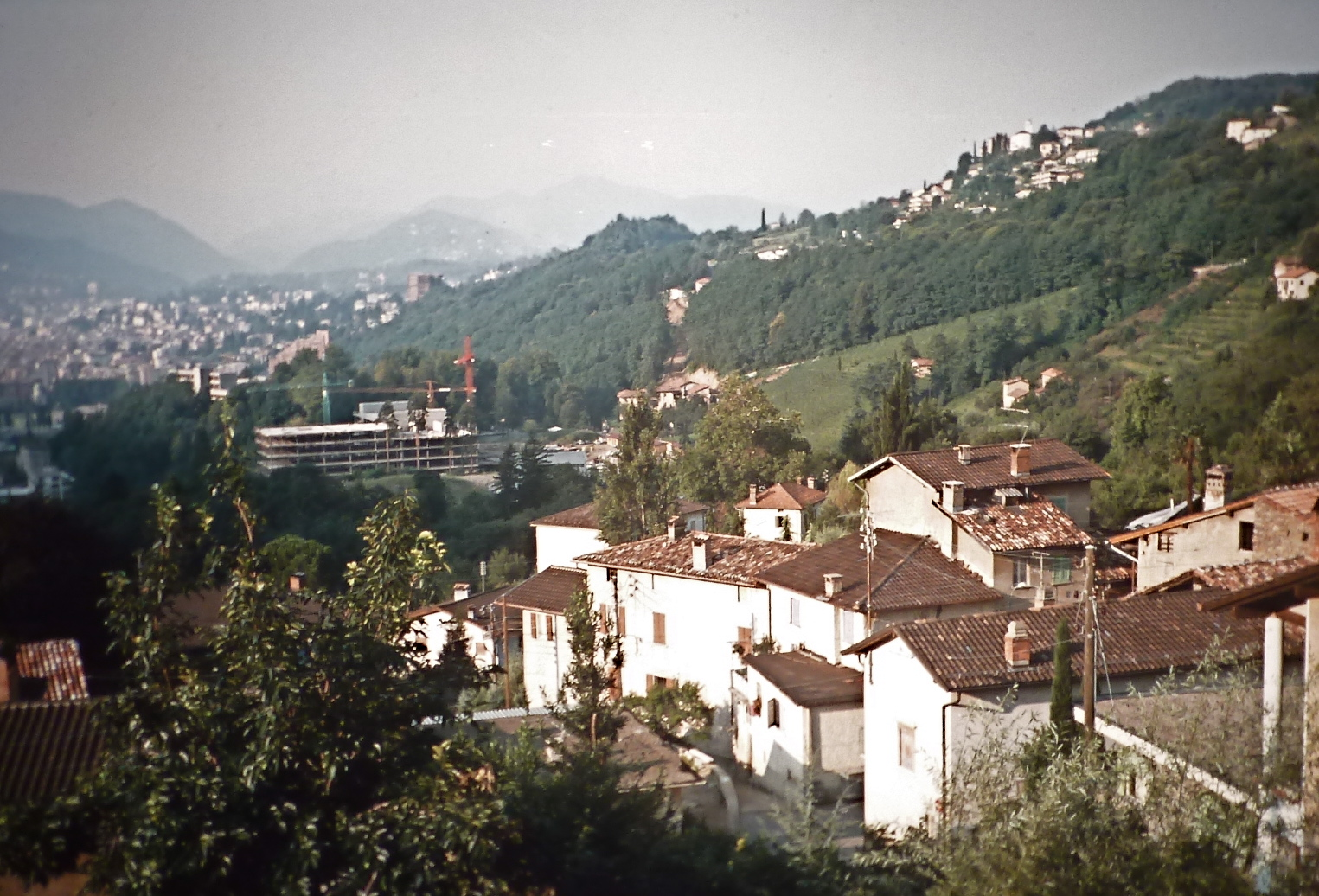

波爾扎是瑞士的城鎮，位於該國南部，由提契諾州負責管轄，面積1.58平方公里，海拔高度483米，2011年人口1,494，八成人口信奉羅馬天主教，人口密度每平方公里946人。